# Jeong Na-eun
Jeong Na-eun (n. 27 iunie 2000, Seul, Coreea de Sud) este o jucătoare de badminton ce a reprezentat Coreea de Sud, medaliată olimpică. A participat la o ediție a Jocurilor Olimpice (2024) în care a câștigat o medalie de argint.